# Yákov Sinái
Yákov Grigórevich Sinái (en ruso Яков Григорьевич Синай; Moscú, 21 de septiembre de 1935) es un matemático ruso-estadounidense, uno de los matemáticos más influyentes del siglo XX. Ha obtenido numerosos resultados pioneros en la teoría de sistemas dinámicos, en física matemática y en teoría de la probabilidad. Ha hecho aportaciones importantes a la moderna teoría métrica de los sistemas dinámicos (también llamada a menudo después de Kolmogórov, la teoría de la estocasticidad de los sistemas dinámicos). Sinái fue el principal artífice de la mayoría de los puentes que conectan el mundo de sistemas deterministas (dinámicos), con el mundo de los sistemas probabilísticos (estocásticos). En el año 2014 recibió el Premio Abel "por sus contribuciones fundamentales a los sistemas dinámicos, teoría ergódica y física matemática".

## Biografía
Sinái nació en Moscú, en una familia que desempeñó un papel prominente en la vida científica y cultural de Rusia desde el siglo XIX. Su abuelo, Veniamín Kagan, fue uno de los más famosos geómetras rusos, y los padres de Sinái fueron destacados investigadores en las ciencias médico biológicas.
Yákov Sinái se doctoró en la Universidad Estatal de Moscú en 1960, su director de tesis fue Andréi Kolmogórov. En 1971 se convirtió en profesor en la Universidad Estatal de Moscú y un alto investigador del Instituto Landau de Física Teórica. Desde 1993 es profesor de la Facultad de Matemáticas la Universidad de Princeton.
Sinái es miembro de la Academia Nacional de Ciencias, la Academia de Ciencias de Rusia y otras. Ha recibido, entre otros, los siguientes premios: la Medalla Boltzmann (1986), la Medalla Dirac (1992), el Premio Dannie Heineman de Física Matemática (1989), el Premio Nemmers en Matemáticas (2002), el Premio Wolf en Matemáticas (1997) y el Premio Abel (2014).
Sinái ha creado una gran e influyente escuela científica. Entre sus alumnos figuran miembros destacados de academias y algunos galardonados con los más prestigiosos premios en matemáticas. Su estilo innovador, muy original y creativo, está no solo en sus artículos y conferencias, sino también en sus numerosos libros que incluyen libros de texto. En temas clásicos como, por ejemplo, la teoría de la probabilidad, siempre hay nuevos capítulos que extienden el contenido de la materia y los puntos de vista tradicionales más allá de las fronteras habituales.